# Pedicularis odontocorys
Pedicularis odontocorys är en snyltrotsväxtart som beskrevs av Takasi Takashi Yamazaki. Pedicularis odontocorys ingår i släktet spiror, och familjen snyltrotsväxter. Inga underarter finns listade i Catalogue of Life.